# Smeringopus lesserti
Smeringopus lesserti är en spindelart som beskrevs av Kraus 1957. Smeringopus lesserti ingår i släktet Smeringopus och familjen dallerspindlar.
Artens utbredningsområde är Kongo. Inga underarter finns listade i Catalogue of Life.